# Амін Аль-Дахіль
Амін Аль-Дахіль (араб. أمين الدخيل, нар. 6 березня 2002, Багдад, Ірак) — бельгійський футболіст іракського походження, центральний захисник німецького «Штутгарт» та національної збірної Бельгії.

## Ігрова кар'єра

### Клубна
Амін Аль-Дахіль починав займатися футболом в Бельгії. Він грав у молодіжних командах столичного «Андерлехта» та «Стандарда». Саме у складі льєжського клуба Аль-Дахіль дебютував у чемпіонаті Бельгії у липні 2021 року у матчі проти «Генка».
Вже у січні 2022 року футболіст перейшов до клубу «Сент-Трюйден».
В зимове трансферне вікно сезону 2022/23 Аль-Дахіль перебрався до Англії, де приєднався до клубу «Бернлі», з яким підписав контракт на три з половиною роки. Вже в першому ж сезоні Амін разом з клубом став переможцем англійського Чемпіоншипа і підвищився в класі до Прем'єр-ліги.
27 серпня 2024 року Аль-Дахіль перейшов до стану німецького клубу «Штутгарт», з яким підписав контракт на чотири роки.

### Збірна
Народжений в Іраку, Амін Аль-Дахіль на міжнародній арені обрав збірну Бельгії. У червні 2023 року у матчі до Євро - 2024 проти команди Австрії футболіст дебютував у національної збірної Бельгії.
І майже одразу відправився на молодіжний чемпіонат Європи у складі молодіжної збірної Бельгії.

## Титули
Бернлі
- Переможець Чемпіоншип: 2022/23

Штутгарт
- Володар Кубка Німеччини: 2024/25